# U-241 (tàu ngầm Đức)
U-241 là một tàu ngầm tấn công  Lớp Type VII thuộc phân lớp Type VIIC được Hải quân Đức Quốc Xã chế tạo trong Chiến tranh Thế giới thứ hai. Nhập biên chế năm 1943, nó chỉ thực hiện được một chuyến tuần tra duy nhất trong chiến tranh tại khu vực biển Na Uy, chỉ bắn rơi được một máy bay đối phương, nhưng bị một máy bay khác đánh chìm trong biển Na Uy về phía Đông Bắc quần đảo Faroe vào ngày 18 tháng 5, 1944.

## Thiết kế và chế tạo

### Thiết kế

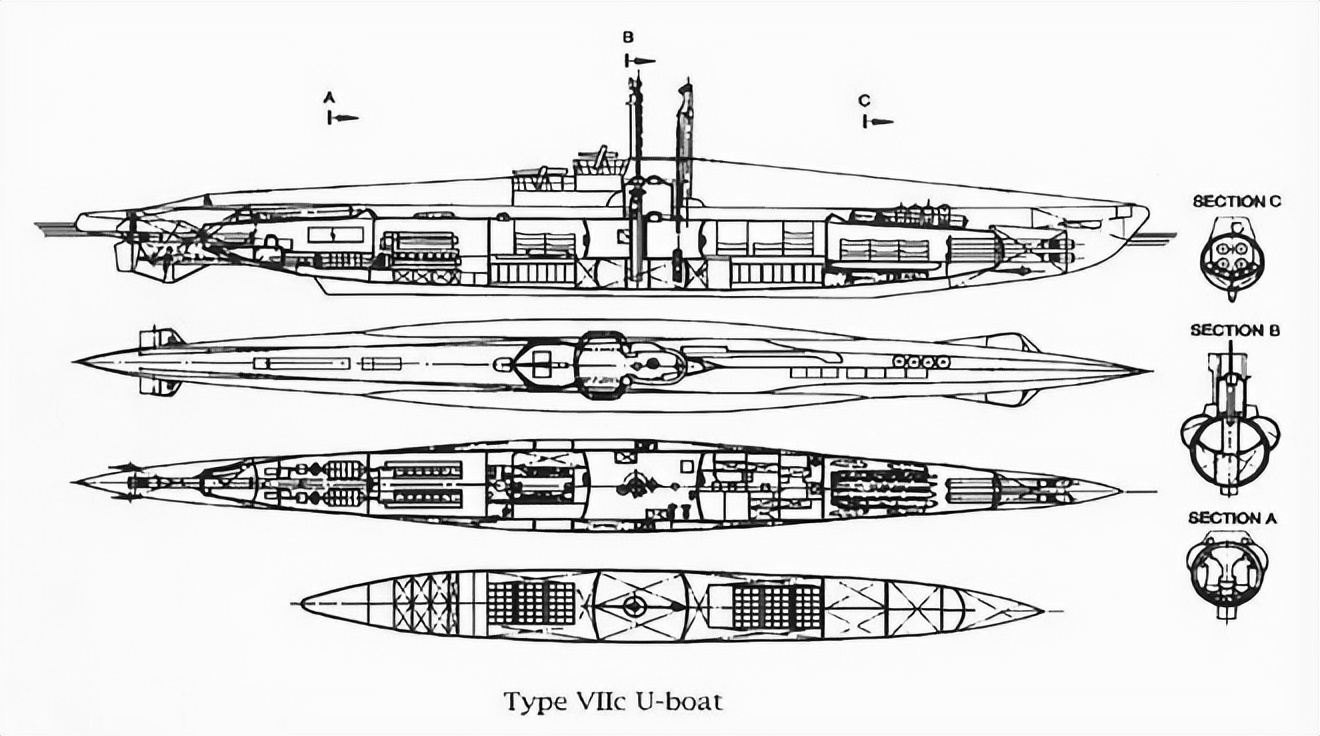
Sơ đồ các mặt cắt một tàu ngầm Type VIIC

Phân lớp VIIC của Tàu ngầm Type VII là một phiên bản VIIB được kéo dài thêm. Chúng có trọng lượng choán nước 769 t (757 tấn Anh) khi nổi và 871 t (857 tấn Anh) khi lặn). Con tàu có chiều dài chung 67,10 m (220 ft 2 in), lớp vỏ trong chịu áp lực dài 50,50 m (165 ft 8 in), mạn tàu rộng 6,20 m (20 ft 4 in), chiều cao 9,60 m (31 ft 6 in) và mớn nước 4,74 m (15 ft 7 in).
Chúng trang bị hai động cơ diesel Germaniawerft F46 siêu tăng áp 6-xy lanh 4 thì, tổng công suất 2.800–3.200 PS (2.100–2.400 kW; 2.800–3.200 bhp), dẫn động hai trục chân vịt đường kính 1,23 m (4,0 ft), cho phép đạt tốc độ tối đa 17,7 kn (32,8 km/h), và tầm hoạt động tối đa 8.500 nmi (15.700 km) khi đi tốc độ đường trường 10 kn (19 km/h). Khi đi ngầm dưới nước, chúng sử dụng hai động cơ/máy phát điện AEG GU 460/8–27 tổng công suất 750 PS (550 kW; 740 shp). Tốc độ tối đa khi lặn là 7,6 kn (14,1 km/h), và tầm hoạt động 80 nmi (150 km) ở tốc độ 4 kn (7,4 km/h). Con tàu có khả năng lặn sâu đến 230 m (750 ft).
Vũ khí trang bị có năm ống phóng ngư lôi 53,3 cm (21 in), bao gồm bốn ống trước mũi và một ống phía đuôi, và mang theo tổng cộng 14 quả ngư lôi, hoặc tối đa 22 quả thủy lôi TMA, hoặc 33 quả TMB. Tàu ngầm Type VIIC bố trí một hải pháo 8,8 cm SK C/35 cùng một pháo phòng không 2 cm (0,79 in) trên boong tàu. Thủy thủ đoàn bao gồm 4 sĩ quan và 40-56 thủy thủ.

### Chế tạo
U-241 được đặt hàng vào ngày 10 tháng 4, 1941, và được đặt lườn tại xưởng tàu của hãng Friedrich Krupp Germaniawerft tại Kiel vào ngày 4 tháng 9, 1942. Nó được hạ thủy vào ngày 25 tháng 6, 1943, và nhập biên chế cùng Hải quân Đức Quốc Xã vào ngày 24 tháng 7, 1943 dưới quyền chỉ huy của Hạm trưởng, Trung úy Hải quân Arno Werr.

## Lịch sử hoạt động
Sau khi hoàn thành việc chạy thử máy và huấn luyện trong thành phần Chi hạm đội U-boat 5, U-240 được điều sang phục vụ cùng Chi hạm đội U-boat 3 từ ngày 1 tháng 4, 1944. Sau khi chuyển căn cứ hoạt động từ Kiel sang cảng Kristiansand, Na Uy, rồi sang cảng Bergen cùng thuộc Na Uy vào cuối tháng 4, nó khởi hành từ đây vào ngày 13 tháng 5 cho chuyến tuần tra duy nhất trong chiến tranh,
Chỉ bốn ngày sau khi rời cảng, lúc 07 giờ 00 ngày 17 tháng 5, U-241 bị một thủy phi cơ PBY Catalina thuộc Liên đội 333 Không quân Hoàng gia Anh (RAF) tấn công ở vị trí khoảng 125 mi (201 km) về phía Tây Ålesund, Na Uy. Hỏa lực phòng không từ chiếc tàu đã bắn trúng chiếc PBY khiến các quả mìn sâu thả xuống chệch khỏi mục tiêu. Chiếc thủy phi cơ bị hư hại phải hạ cánh khẩn cấp trước khi về đến căn cứ Woodhaven, Fife, Scotland và là một tổn thất toàn bộ.
Sang ngày hôm sau 18 tháng 5, U-241 tiếp tục bị một thủy phi cơ PBY Catalina khác, lần này thuộc Liên đội 210 RAF, tấn công bằng mìn sâu. Chiếc tàu ngầm bị đánh chìm trong biển Na Uy về phía Đông Bắc quần đảo Faroe, tại tọa độ 63°36′B 01°42′Đ / 63,6°B 1,7°Đ. Toàn bộ 51 thành viên thủy thủ đoàn của U-241 đều thiệt mạng.